# Yasmany Tomás
Yasmany Tomás Bacallao (aussi orthographié Yasmani Tomás), né le 14 novembre 1990 à La Havane, est un ancien joueur cubain de baseball de la Ligue majeure de baseball qui évoluait aux postes de voltigeur de droite et de joueur de troisième but.

## Carrière

### Cuba
Il s'aligne pour Industriales en Serie Nacional à partir de 2008. Durant la saison 2011-2012, il frappe pour ,301 de moyenne au bâton et, avec 16 circuits en 69 matchs joués, sa moyenne de puissance atteint ,580. En 2012-2013, il réussit 15 circuits et affiche une moyenne de puissance de ,538 en 81 parties jouées. En 2013-2014, il frappe 6 circuits et sa moyenne de puissance chute à ,450 pour Industriales.
En 291 parties jouées en plus de 5 saisons à Cuba, Tomás réussit 43 circuits avec une moyenne de puissance de ,506. Sa moyenne au bâton s'élève à ,289 et son pourcentage de présence sur les buts à ,386.
Tomás, un frappeur droitier de 6 pieds un pouce et 230 livres, s'est aligné au champ droit avec l'équipe de Cuba à la Classique mondiale de baseball 2013. Durant le tournoi, il frappe 6 coups sûrs en 16 présences au bâton avec deux circuits et 5 points produits.

### Défection
Yasmany Tomás fait défection de Cuba en juin 2014 et trouve refuge à Haïti, puis s'entraîne en République dominicaine en vue d'un premier contrat dans la Ligue majeure de baseball.

### Ligue majeure de baseball
Le 8 décembre 2014, Tomás signe un contrat de 68,5 millions de dollars US pour 6 saisons chez les Diamondbacks de l'Arizona de la Ligue majeure de baseball.